# 王滝川
王滝川（おうたきがわ）は、木曽川水系の一級河川。長野県木曽郡王滝村・木曽郡木曽町を流れる。木曽川本川に合流する1次支川。

## 地理
長野県木曽郡王滝村北西部の岐阜県境付近にある継母岳を源流とし、木曽郡木曽町福島で木曽川に合流する。河川延長は53.846キロメートルで大小20以上の支流を持ち、長野県内の木曽川流域では最大の支流である。
源流部では御嶽山の西麓から南麓を反時計回りに流れて、次第に東寄りに流れを変える。御嶽山南麓には国有林が多く、右岸の阿寺山地から合流する白川・鯎川・瀬戸川は第二次世界大戦以前は伊勢神宮造営のための木曽ヒノキの備林に指定されていた。
王滝川の水源となっている御嶽山麓一帯の年間降水量は2500から3000ミリメートルに達し、水力発電を含めた用水として重要なものとなっている。王滝川には上流側から順に三浦ダム・王滝川ダム・牧尾ダム・常盤ダム（大島ダム）・木曽ダムの5つのダムが建設されており、このうち三浦ダム・牧尾ダム・木曽ダムの3つは水力発電に利用されている。また牧尾ダムは、愛知県名古屋市から知多半島に至る範囲に上水・工業・農業用水を供給している。
なお、流域では昭和59年（1984年）の長野県西部地震で濁川温泉が流出する被害が出た。

## 歴史
王滝川は様々な史料にも名前が登場する。
貞享2年（1685年）の貝原益軒『岐蘇路記』には「おんたけ川」、文化2年（1805年）の秋里籬島『木曽路名所図会』には「御嶽川」、宝暦7年（1755年）の松平君山『吉蘇志略』と天保9年（1839年）の岡田善九郎『木曽巡行記』には「王滝川」とある。